# Tisonia leandriana
Tisonia leandriana là một loài thực vật có hoa trong họ Liễu. Loài này được H. Perrier miêu tả khoa học đầu tiên năm 1940.